# Hans Höhener

Hans Höhener (1992)

Hans Höhener (Teufen, 1947) is een Zwitsers politicus.
Hans Höhener, lid van de Vrijzinnig Democratische Partij van Appenzell Ausserrhoden (FDP A.Rh.; afdeling van de federale Vrijzinnig Democratische Partij), werd op 23-jarige leeftijd lid van de gemeenteraad van Teufen. Twee jaar later werd hij lid van de Kantonsraad van Appenzell Ausserrhoden. Daarnaast was Höhener ook redacteur en directeur van de lokale televisiezender Teufen TV.
Hans Höhener werd in 1984 lid van de Regeringsraad van Appenzell Ausserrhoden (tot 1997). Hij was toen de jongste regeringsraad in Appenzell Ausserrhoden ooit. Als regeringsraad beheerde hij het departement van Onderwijs en Cultuur. Höhener zette zich in voor het vrouwenkiesrecht, hetgeen in 1989 in Appenzell Ausserrhoden werd ingevoerd (als voorlaatste kanton van Zwitserland).
Hans Höhener was van 1984 tot 1987, van 1990 tot 1993 en van 1994 tot 31 mei 1997 Regierend Landammann (dat wil zeggen regeringsleider) van Appenzell Ausserrhoden.